# Antônio de Castro Assunção
Antônio de Castro Assumpção (Rio Grande, RS, 28 de março de 1922 — Rio de Janeiro, RJ, 11 de novembro de 1998) foi um jurista, economista e poeta brasileiro.

## Biografia
Filho de Arlindo Campos Assumpção e Alda de Castro, casou-se com Lêda Santos, com quem teve um filho único, Arlindo Augusto dos Santos Assumpção, e três netos: Antônio Augusto Francia Assumpção, Ana Luiza Francia Assumpção e Arthur Piero Renzo Assumpção.
Viveu sua infância na cidade do Rio Grande (RS) e mudou-se com seus pais e irmão mais moço para o Rio de Janeiro (RJ) com 12 anos de idade (16 de agosto de 1934), onde residiu até fevereiro de 1937. Morou em São Paulo (SP) até 1951, onde completou seus estudos. Voltou ao Rio de Janeiro (RJ) em 1951 para assumir o cargo de magistrado do então Distrito Federal, onde residiu o resto da vida.
Formou-se em Direito pela Faculdade do Largo de São Francisco (SP), no ano de 1946, tendo exercido a advocacia, ocupado função no Ministério Público e, também, a magistratura, primeiro no estado de São Paulo e depois no Rio de Janeiro. Após a aposentadoria, em 1992, voltou a exercer a advocacia.
No Rio de Janeiro alcançou as funções de desembargador (presidente da 4a Câmara Cível) e corregedor-geral do Tribunal de Justiça, além de ter sido membro e presidente do Tribunal de Alçada Cível.
Além do curso de Direito, graduou-se em Ciências Econômicas (1973), sendo doutor e livre-docente em Direito. Exerceu o magistério jurídico na Universidade Federal Fluminense, na cátedra de Teoria Geral do Estado. Dedicou-se, também, ao estudo da astrologia e da história de Portugal.
Deixou para seus descendentes uma das maiores bibliotecas particulares do Brasil, com cerca de 25 mil volumes, repleta de relíquias como uma edição em latim do Corpus Juris Civilis (datada de 1825) e coleções completas de famosos juristas, economistas e poetas nacionais e estrangeiros. Em 2004 sua viúva iniciou um extenso trabalho, ainda incompleto, de catalogação eletrônica dos livros.
Era sócio-titular do América-RJ, seu time do coração.

## Homenagens
Diversas honrarias granjeou ao longo de sua carreira, dentre as quais:
- Sócio Titular Benfeitor da Sociedade Sul Rio-Grandense
- Representante, no Rio de Janeiro, da Biblioteca Rio-Grandense.
- Portador do Colar do Mérito Judiciário, do Colar do Mérito Judiciário Militar, da Medalha do Mérito da Magistratura, da Medalha Estado da Guanabara, da Medalha Benjamin Constant, da Medalha da Ordem dos Velhos Jornalistas e da Medalha Cultural Pereira Coruja.
- Em 1989 foi agraciado, pela Assembleia Legislativa do Rio de Janeiro, com o título de Cidadão do Estado do Rio de Janeiro.

### Excerto
Certa vez escreveu: "O meu canto é próprio. Cantarei o que sente a minha alma em cada momento. (...) Eu não sou deste Mundo. Meu mundo é poesia". Incontestavelmente deixou saudade quando, em 11 de novembro de 1998, iniciou profundo repouso em seu assento etério. Suas memórias serão sempre lembradas por seus sucessores que, como representantes de sua eternidade, não deixam falecer tão bondosa alma, tão imensurável saber, tão forte carisma, tão respeitado caráter, tão justo homem, tão correto ser...

### Academias
- Era membro titular das seguinte Academias:
  - Academia Brasileira de Ciências Morais e Políticas (Cadeira n.º 11);
  - Academia Carioca de Letras (Cadeira n.º 6, cujo patrono é Evaristo da Veiga);
  - Academia Rio-Grandense de Letras (Cadeira n.º 10).